# Kurt Günther Braun
Kurt Günther Braun (* 14. November 1905 in Weichs im Landkreis Dachau; † 19. November 1945 in Straubing) war ein deutscher Verwaltungsjurist und Landrat.

## Leben
Kurt Günther Braun absolvierte ein Studium der Rechtswissenschaften, legte im April 1931 das Große juristische Staatsexamen ab und promovierte im Jahr darauf in Würzburg mit der Dissertation  „Die Vertragsstrafe nach dem deutschen Bürgerlichen Gesetzbuch“ zum Dr. jur. Zum 1. August 1933 wurde er zum Regierungsrat ernannt und war in den Jahren 1939/1940 kommissarisch und vom 1. April 1941 bis 1945 definitiv Landrat im Landkreis Bergreichenstein.
Seit dem Wintersemester 1925/26 war er Mitglied der katholischen Studentenverbindung KBStV Rhaetia München.